# دروسكينينكي
دروسكينينكي ((بالبولندية: Druskieniki)، (بالبيلاروسية: Друскенiкi)، (باليديشية: דרוזגעניק)‏، (بالألمانية: Druscheniken)، (بالروسية: Друскеники)) هي مدينة تقع على ضفاف نهر نيمان جنوب ليتوانيا، بالقرب من الحدود مع بيلاروسيا وبولندا. بلغ عدد سكان المدينة 23136 نسمة حسب إحصاء 2015.

## جغرافيا
تقع المدينة عند مصب نهر راتنيا في نهر نيموناس، حيث تحيط بها محمية غابوية وسط مناظر طبيعية خلابة من أنهار وبحيرات وتلال وغابات.

## علاقات دولية
دروسكينينكي لديها اتفاق توأمة مع المدن التالية :
| - أوغوستوف، بولندا - دزيرجينسك، روسيا - البلنغ، بولندا | - غرودنو، بيلاروسيا - كولبينو، روسيا |

## توأمة
لدروسكينينكي اتفاقيات توأمة مع كل من:
- البلنغ
- غرودنو
- Ystad Municipality [الإنجليزية]‏
- أوغوستوف
- دزيرجينسك (2009 - )[7]

## شخصيات أقامت في المدينة
- أب الفنان الأمريكي تشارلز برونسون (1921-2003) ولد في المدينة.
- جاك ليبشيتز (1891-1973)، نحات ورسام تكعيبي.

## أعلام
- روماس كيرفليافيتشيوس
- توتفيداس ليديكا
- جاك ليبشيتز

## وصلات خارجية
- الموقع الرسمي للمدينة
- بلدية دروسكينينكي